# 500 mètres masculin de patinage de vitesse aux Jeux olympiques de 2022
Navigation
Pyeongchang 2018 Milan-Cortina 2026
Le 500 mètres masculin de patinage de vitesse aux Jeux olympiques d'hiver de 2022 a lieu le 12 février 2022 à l'Anneau national de patinage de vitesse de Pékin.

## Programme
Tous les horaires correspondent à l'UTC+8.
| Date                   | Horaire         |
| ---------------------- | --------------- |
| Samedi 12 février 2022 | Début à 16 h 53 |

## Records
Avant cette compétition, les records dans cette discipline étaient les suivants :
| Record du monde    | 33 s 61 | Pavel Koulijnikov           | Russie       | 9 mars 2019     | Salt Lake City |
| Record olympique   | 34 s 41 | Håvard Holmefjord Lorentzen | Norvège      | 19 février 2018 | Gangneung      |
| Record de la piste | 35 s 17 | Kim Jun-ho                  | Corée du Sud | 8 octobre 2021  | Pékin          |

## Résultats
| Rang                                | Série | Couloir   | Patineur                    | Nationalité     | Temps      | Retard    |
| ----------------------------------- | ----- | --------- | --------------------------- | --------------- | ---------- | --------- |
| Médaille d'or, Jeux olympiques      | 7     | Intérieur | Gao Tingyu                  | Chine           | 34 s 32 OR | —         |
| Médaille d'argent, Jeux olympiques  | 10    | Extérieur | Cha Min-kyu                 | Corée du Sud    | 34 s 39    | + 0 s 07  |
| Médaille de bronze, Jeux olympiques | 14    | Extérieur | Wataru Morishige            | Japon           | 34 s 50    | + 0 s 17  |
| 4                                   | 15    | Intérieur | Laurent Dubreuil            | Canada          | 34 s 522   | + 0 s 202 |
| 5                                   | 12    | Extérieur | Piotr Michalski             | Pologne         | 34 s 524   | + 0 s 204 |
| 6                                   | 11    | Intérieur | Kim Jun-ho                  | Corée du Sud    | 34 s 54    | + 0 s 22  |
| 7                                   | 13    | Extérieur | Artem Arefyev               | ROC             | 34 s 56    | + 0 s 24  |
| 8                                   | 13    | Intérieur | Yuma Murakami               | Japon           | 34 s 57    | + 0 s 25  |
| 9                                   | 14    | Intérieur | Viktor Mushtakov            | ROC             | 34 s 60    | + 0 s 28  |
| 10                                  | 9     | Intérieur | Rouslan Mourachov           | ROC             | 34 s 63    | + 0 s 31  |
| 11                                  | 7     | Extérieur | Damian Żurek                | Pologne         | 34 s 734   | + 0 s 414 |
| 12                                  | 8     | Extérieur | Merijn Scheperkamp          | Pays-Bas        | 34 s 736   | + 0 s 416 |
| 13                                  | 5     | Extérieur | Jordan Stolz                | États-Unis      | 34 s 85    | + 0 s 53  |
| 14                                  | 9     | Extérieur | Kai Verbij                  | Pays-Bas        | 34 s 87    | + 0 s 55  |
| 15                                  | 11    | Extérieur | Håvard Holmefjord Lorentzen | Norvège         | 34 921 s   | + 0 s 601 |
| 16                                  | 10    | Intérieur | Marek Kania                 | Pologne         | 34 s 928   | + 0 s 608 |
| 17                                  | 5     | Intérieur | Bjørn Magnussen             | Norvège         | 34 s 96    | + 0 s 64  |
| 18                                  | 3     | Intérieur | Thomas Krol                 | Pays-Bas        | 35 s 06    | + 0 s 74  |
| 19                                  | 3     | Extérieur | Jeffrey Rosanelli           | Italie          | 35 s 08    | + 0 s 76  |
| 20                                  | 15    | Extérieur | Tatsuya Shinhama            | Japon           | 35 s 12    | + 0 s 80  |
| 21                                  | 4     | Intérieur | Gilmore Junio               | Canada          | 35 s 162   | + 0 s 842 |
| 21                                  | 8     | Intérieur | Yang Tao                    | Chine           | 15 s 162   | + 0 s 842 |
| 23                                  | 4     | Extérieur | David Bosa                  | Italie          | 35 s 168   | + 0 s 848 |
| 24                                  | 6     | Intérieur | Marten Liiv                 | Estonie         | 35 s 26    | + 0 s 94  |
| 25                                  | 2     | Extérieur | Cornelius Kersten           | Grande-Bretagne | 35 s 36    | + 1 s 04  |
| 26                                  | 6     | Extérieur | Joel Dufter                 | Allemagne       | 35 s 37    | + 1 s 05  |
| 27                                  | 1     | Extérieur | Austin Kleba                | États-Unis      | 35 s 41    | + 1 s 08  |
| 28                                  | 2     | Intérieur | Ivan Arzhanikov             | Kazakhstan      | 35 s 82    | + 1 s 50  |
| 29                                  | 1     | Intérieur | Antoine Gélinas-Beaulieu    | Canada          | 35 s 84    | + 1 s 52  |
| 30                                  | 12    | Intérieur | Ignat Golovatsiuk           | Biélorussie     | 37 s 05    | + 2 s 73  |